# فدراسیون والیبال ژاپن
فدراسیون والیبال ژاپن (JVA) نهاد حاکم بر والیبال در ژاپن است. این فدراسیون در سال ۱۹۲۷ گشایش یافت و از سال ۱۹۵۱ عضو فدراسیون بین‌المللی والیبال و عضو کنفدراسیون والیبال آسیا است. فدراسیون والیبال ژاپن مسئول سازماندهی تیم ملی والیبال مردان ژاپن و تیم ملی والیبال زنان ژاپن است. 

## روسای فدراسیون
| رئيس                | از   | به   |
| ------------------- | ---- | ---- |
| ریوزو هیرانوما      | ۱۹۲۸ | ۱۹۴۲ |
| میچیو ساساکی        | ۱۹۴۳ | ۱۹۴۷ |
| ماساکازو نیشیکاوا   | ۱۹۴۸ | ۱۹۷۶ |
| شوجی ایکی           | ۱۹۷۸ | ۱۹۸۹ |
| یاسوتاکا ماتسودایرا | ۱۹۸۹ | ۱۹۹۵ |
| تسوتومو مورای       | ۱۹۹۵ | ۲۰۰۳ |
| تاچیکی ماسائو       | ۲۰۰۳ | ۲۰۱۱ |
| تایسابورو ناکانو    | ۲۰۱۱ | ۲۰۱۳ |
| هامو یویچیرو        | ۲۰۱۳ | ۲۰۱۵ |
| کنجی کیمورا         | ۲۰۱۵ | ۲۰۱۷ |
| کنجی شیمائوکا       | ۲۰۱۷ | ۲۰۲۲ |
| شونیچی کاوایی       | ۲۰۲۲ |      |

## حامیان مالی
| سال ها)        | شرکت ها           | مرجع. |
| -------------- | ----------------- | ----- |
| ۲۰۲۵–۲۰۲۲      | کپ‌کام             | [ ۳ ] |
| ناشناخته – حال | هیزامیتسو         |       |
| ناشناخته – حال | آل نیپون ایرویز   |       |
| ناشناخته – حال | چو-نیتوچی         |       |
| ناشناخته – حال | مینوی             |       |
| ناشناخته – حال | فود مارودای       |       |
| ناشناخته – حال | جی‌تکت             |       |
| ناشناخته – حال | ژاپنت             |       |
| ناشناخته – حال | آسیکس             |       |
| ناشناخته – حال | میزونو            |       |
| ناشناخته – حال | پنالتی اسپورت     |       |
| ناشناخته – حال | میکاسا            |       |
| ناشناخته – حال | مولتن کورپوریشن   |       |
| ناشناخته – حال | تزوکا اوسامو رسمی |       |